# 1167
| Calendário gregoriano                                                        | 1167 MCLXVII                                         |
| Ab urbe condita                                                              | 1920                                                 |
| Calendário arménio                                                           | 616 – 617                                            |
| Calendário bahá'í                                                            | -677 – -676                                          |
| Calendário budista                                                           | 1711                                                 |
| Calendário chinês                                                            | 3863 – 3864 Início a 22 de janeiro (aproximadamente) |
| Calendário copta                                                             | 883 – 884                                            |
| Calendário etíope                                                            | 1159 – 1160                                          |
| Calendários hindus - Vikram Samvat - Calendário nacional indiano - Cáli Iuga | 1222 – 1223 1088 – 1089 4267 – 4268                  |
| Calendário Holoceno                                                          | 11167                                                |
| Calendário islâmico                                                          | 562 – 563                                            |
| Calendário judaico                                                           | 4927 – 4928                                          |
| Calendário persa                                                             | 545 – 546                                            |
| Calendário rúnico                                                            | 1417                                                 |
| Calendário solar tailandês                                                   | 1710                                                 |

1167 (MCLXVII na numeração romana) foi um ano comum do século XII do Calendário Juliano, da Era de Cristo, a sua letra dominical foi A (52 semanas), teve início a um domingo e terminou também a um domingo. No reino de Portugal estava em vigor a Era de César que já contava 1205 anos.
| Ano completo                    |
| ------------------------------- |
| Ano comum com início ao domingo |

## Mortes
- Raimundo I de Trencavel foi visconde de Carcassonne, de Béziers, de Agde, de Albi e senhor da Casa de Trencavel.
- 10 de Setembro - Matilde de Inglaterra, a Imperatriz, consorte de Henrique V da Germânia e iniciadora da dinastia Plantageneta da Inglaterra (n. 1102).